# MRPL24
MRPL24‏ (Mitochondrial ribosomal protein L24) هوَ بروتين يُشَفر بواسطة جين MRPL24 في الإنسان.